# ماری رنولت
ماری رنولت (به انگلیسی: Mary Renault؛ ۴ سپتامبر ۱۹۰۵ – ۱۳ دسامبر ۱۹۸۳) با نام اصلی آیلین ماری چالانس نویسنده‌ای بریتانیایی بود که بیشتر به خاطر رمان‌های تاریخی‌اش دربارهٔ یونان باستان مشهور است. افزون بر تصویرپردازی‌های داستانی‌اش از تسئوس، سقراط، افلاطون، و اسکندر کبیر، او یک زندگی‌نامهٔ تاریخی غیر داستانی دربارهٔ اسکندر نیز نوشت.

## آثارشناسی

### رمان‌های معاصر
- هدف عشق (عنوان در آمریکا: قول عشق) (۱۹۳۹)
- پاسخ‌هایش مهربانانه‌اند (۱۹۴۰)
- بانوان جوان مهربان (عنوان در آمریکا: مه میانی) (۱۹۴۳)
- بازگشت به شب (۱۹۴۷)
- چهرهٔ شمالی (۱۹۴۸)
- ارابه‌ران (۱۹۵۳)

### رمان‌های تاریخی
- جام آخر (۱۹۵۶) — وقوع در آتن و به هنگام بروز جنگ پلوپونزی؛ راوی یکی از شاگردان سقراط است.
- شاه باید بمیرد (۱۹۵۸) — شرح زندگی افسانه‌ای تسئوس تا لحظهٔ مرگ پدرش
- گاو دریا (۱۹۶۲) — شرح باقی‌ماندهٔ زندگی تسئوس
- نقاب آپولون (۱۹۶۶) — شرح زندگانی یک بازیگر تئاتر در عصر افلاطون و دیونیسیوس کوچک (حضور مختصر اسکندر کبیر در انتهای کتاب)
- اخگر پردیس (۱۹۶۹) — شرح زندگانی اسکندر کبیر از چهار سالگی تا لحظهٔ مرگ پدرش
- پسر ایرانی (۱۹۷۲) — از زاویه دید باگوآس؛ شرح زندگانی اسکندر کبیر پس از تسخیر ایران
- خواننده مدح (۱۹۷۸) — شرح زندگانی شاعری به نام سیموندس کئوسی
- مراسم تشییع (۱۹۸۱) — جانشینان اسکندر

### غیر داستانی
- سرشت اسکندر مقدونی (۱۹۷۵) — زندگی‌نامهٔ اسکندر کبیر
- شیرها در دروازه: نبردهای قهرمانانه یونانیان و ایرانیان در ماراتون، سالامیس، و ترموپیل (۱۹۶۴) — دربارهٔ جنگ‌های ایران و یونان